# Fahrraddraisine

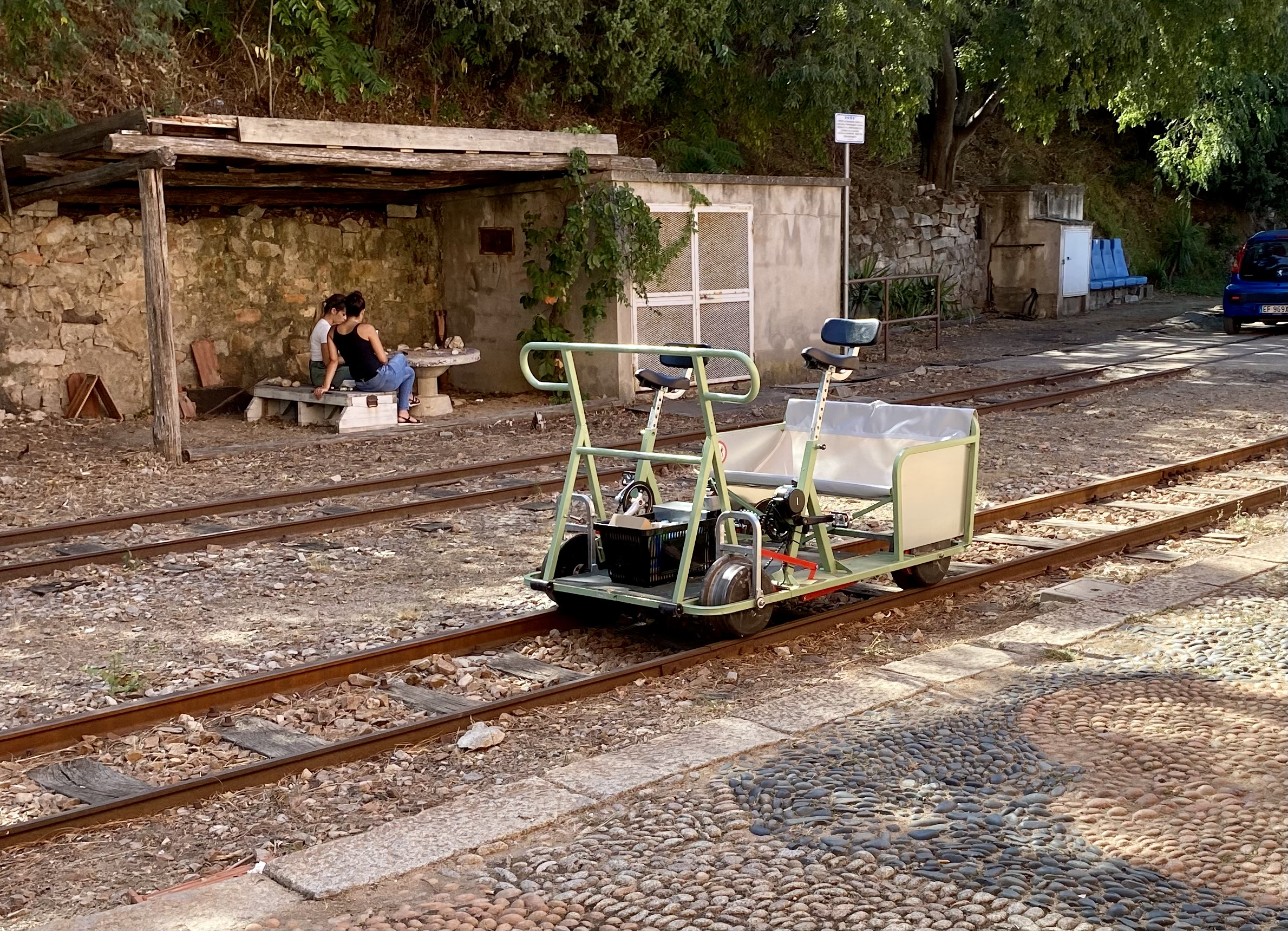
Fahrraddraisine französischer Bauart in Lanusei auf Sardinien

Bahndienstlich genutzte Fahrraddraisine auf der Bregenzerwaldbahn

Tropenbahn-Teststrecke von Eugen Langen in Köln, 1895

Eine Fahrraddraisine, auch Schienenfahrrad bzw. in der Schweiz Velodraisine oder Schienenvelo genannt, ist ein meist mit Pedalen und menschlicher Kraft betriebenes Schienenfahrzeug, das einer Eisenbahndraisine oder einem Fahrrad ähnelt.
Es handelt sich um ein im Vergleich zu normalem Rollmaterial der Eisenbahnen leichtes Schienenfahrzeug; einige Modelle sind mit elektrischer Unterstützung ausgestattet. Der Begriff Draisine leitet sich von Karl Drais ab, der 1817 seine Laufmaschine für Strassen präsentierte. Der Name ursprünglich für Zweiräder wurde dann beibehalten auch für drei- und vierrädrige Schienenfahrzeuge, ob mit Muskelkraft oder motorisch angetrieben. 
Historische Fahhraddraisinen wurden von den Bahngesellschaften für Hilfszwecke eingesetzt wie Streckenwartung und Transport von Arbeitern und Werkzeugen, auch im Bergbau und Militär. Heutige Fahrzeuge werden touristisch verwendet auf meist eingleisigen Strecken zwischen einem und bis zu 40 Kilometern lang. Diese spielerische oder sportliche Aktivität, die zum nachhaltigen Tourismus gehört, ermöglicht es, abgelegene Landschaften sowie historische Eisenbahnstrecken fernab der Straßen zu entdecken. Manche führen über Bauwerke wie Brücken und Viadukte sowie durch Tunnel.
Die touristische Fahrraddraisine verfügt in der Regel über mehrere Sitzplätze: Zwei Personen sitzen vorn und treten die Pedalen; hinten sitzen die Mitfahrenden, die nicht treten – was die Aktivität für nahezu alle Personen zugänglich macht. Diese Zugänglichkeit wird bei Fahrraddraisinen mit elektrischer Unterstützung noch verstärkt.
Für den individuellen Gebrauch wurden leichtere Modelle entwickelt mit einem üblichen Zweirad auf der einen Schiene und einem Auslegerrad auf der anderen. Diese werden vor allem informell auf verlassenen Strecken in Nordamerika verwendet.

## Geschichte

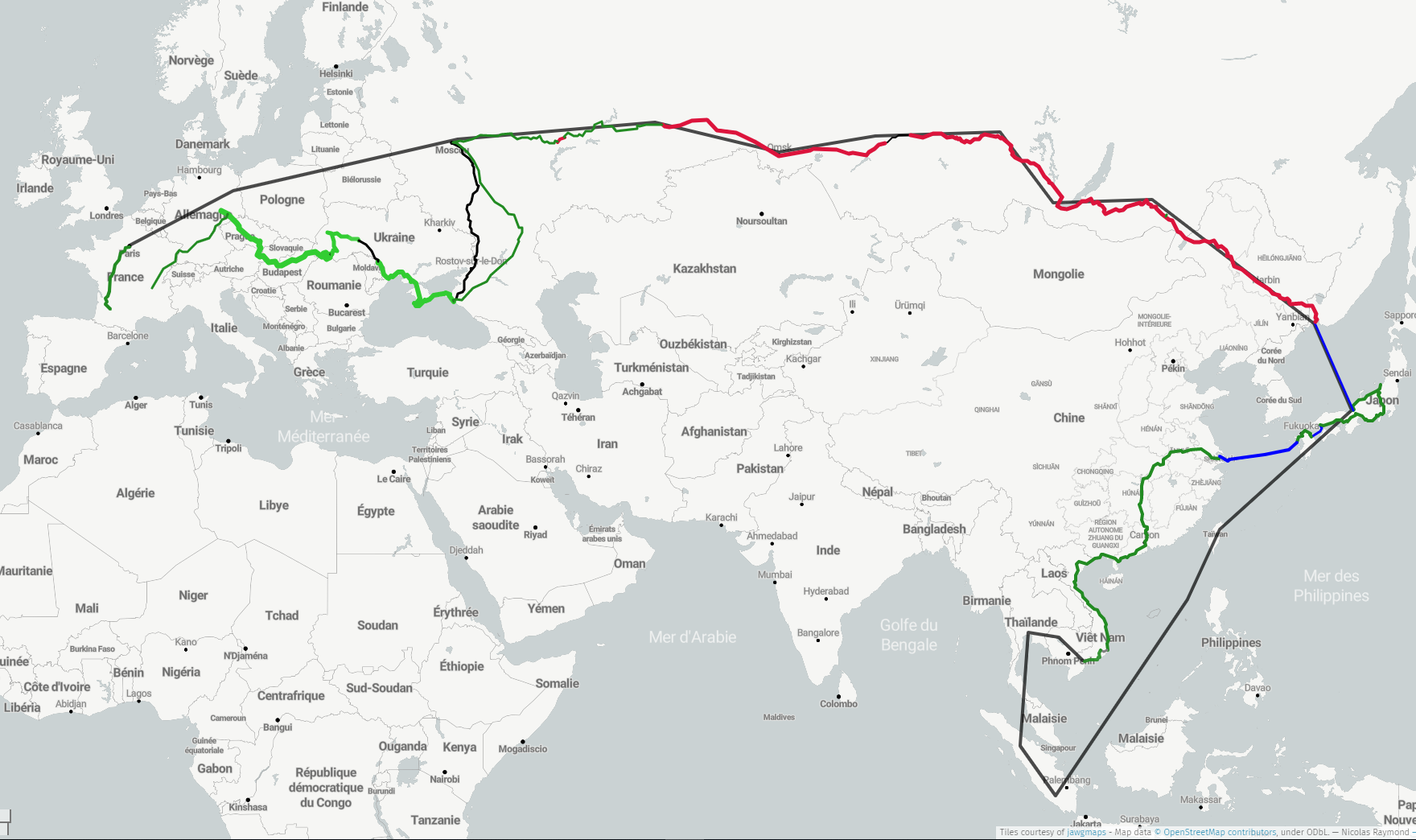
Route von Lucien Péraire während seiner Reise mit dem Schienenfahrrad von 1928–1932

Die ersten mit Pedalen betriebenen Fahrraddraisinen entwickelten sich um die Jahrhundertwende aus den Draisinen und dienstlichen Schienenfahrzeugen, die für Betrieb und Wartung der Bahnlinien eingesetzt wurden, zum Beispiel bei der Bregenzerwaldbahn (Bau 1900–1902).
1928 hatte der Franzose Lucien Péraire auf seiner langen Reise durch die UdSSR die Idee, sein Fahrrad so umzubauen, um damit auf Eisenbahnstrecken fahren zu können.
Lucien Péraire brach von Frankreich aus zu einer Weltreise mit dem Fahrrad auf, erreichte und querte Deutschland sowie andere europäische Länder. Mit einem Mitreisenden fuhr er weiter in die Sowjetunion. Da es dort keine adäquaten, mit dem Fahrrad gut befahrbaren Wege gab, überlegte er, eine Maschine zum Fahrradfahren auf Eisenbahnschienen zu bauen. An der Wolga gelang ihm dies, er erhielt die notwendige Erlaubnis und er setzte seine Reise fort. Seine Absichten auf dieser Reise waren durchweg pazifistisch – eine Dimension, die angesichts des politischen Kontexts zu dieser Zeit ungewöhnlich und auffällig war, gerade auch, weil seine Reise mit dem Fahrrad durch Deutschland führte. Er sprach Esperanto und erhielt dadurch mithilfe lokaler russischer Vereine von der sowjetischen Verwaltung die Genehmigung, auf den Schienen zu fahren. 1930 erreichte er Irkutsk auf der Strecke der Transsibirischen Eisenbahn mit seiner Fahrraddraisine. Er verlängerte seine Reise in die Mandschurei und durchquerte Japan, China und Indochina. 1932 kehrte er ohne finanzielle Mittel nach Frankreich in seinen Geburtsort Lavardac zurück.

## Funktionsweise

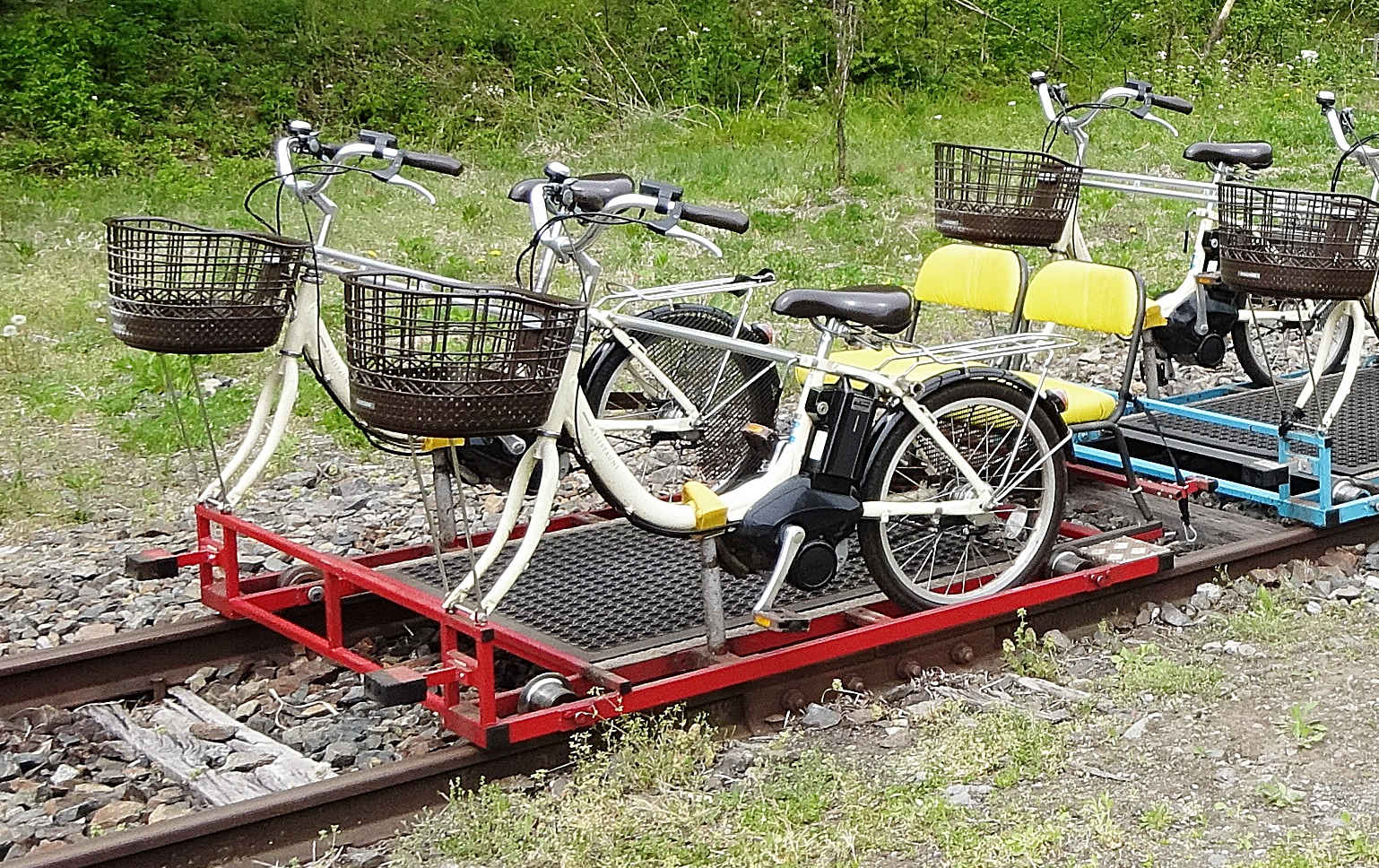
Fahrraddraisine mit zwei Pedelecs bei der japanischen Iwate Wainai Station

Mehrplätzige Fahrraddraisinen sind wie Fahrräder mit Tretkurbeln und Antriebsketten ausgestattet und erreichen auf der Ebene Spitzengeschwindigkeiten von bis zu 30 km/h, von der Übersetzung her meistens jedoch um 20 km/h.
Kreuzen und Überholen sind nicht möglich ohne eines der Fahrzeuge von den Schienen zu heben, aber zuweilen können Draisinen mit den Vorausfahrenden getauscht werden. An Bahnübergängen müssen die Fahrenden selbst auf den Strassenverkehr achten. Um die Fahrrichtung zu kehren, werden die Draisinen entweder auf einem Hartbelag manövriert oder mit einer speziellen Hebevorrichtung angehoben und gedreht.
Das Fahren mit dem Schienenfahrrad erfordert trotz des im Vergleich zu Strassenfahrrädern höheren Gewichts keine außergewöhnlichen körperlichen Voraussetzungen wegen der meist geringen Steigungen. Vereinzelt vorhanden sind Pedelec-Lösungen von sehr einfach wie im japanischen Wainai bis zu komfortabel bei der neuartigen Solardraisine Überwaldbahn (unten).

## Nachhaltiger Tourismus
Diese Freizeitaktivität favorisiert einen nachhaltigen und sanften Tourismus, auch Ökotourismus genannt, da sie im Einklang mit der Natur, Kultur und Wirtschaft der jeweiligen Region betrieben werden kann. Mit Null-Emissionen und keinerlei Störung der Natur durch die Fahrt ist die Fahrraddraisine sowohl „klima-positiv“ als auch „impact-negativ“. Dank der langsamen Art der Fortbewegung nehmen die Reisenden ihre Umgebung aktiv wahr und halten in kleinen, oft vergessenen Orten, die dadurch wiederbelebt werden können. Ein touristisches Angebot mit Schienenfahrrädern dient der Belebung örtlicher gastronomischer Angebote. Auch lokale Produzenten entlang der Strecke können von den vorbeifahrenden Touristen profitieren, die ohne weiteres kurz anhalten können. Letztlich dient die Fahrraddraisine daher – wie ihr historisches Vorbild – dem kulturellen Austausch.
Mit vier bis sechs Sitzplätzen ausgestattet, richtet sie sich vorwiegend an Familien und Freundesgruppen, aber auch an Paare, die in aller Ruhe die Landschaften erleben möchten. Personen, die an der Eisenbahngeschichte interessiert sind und Eisenbahnfans generell fahren gern auf historisch bedeutsamen Strecken.
So ergibt sich gerade auf ländlichen Strecken, in Naturschutzgebieten und in anderen schutzbedürftigen Landschaften neues Potenzial für einen qualitativen Tourismus, wenn alte und stillgelegte Strecken zu einer Touristenattraktion umgebaut werden. Die Fahrraddraisine erlaubt zudem auch den Zugang zu Landschaften, die sonst nicht erreichbar sind – in denen aber vielleicht noch alte Bahntrassen liegen, wie zum Beispiel renaturierte Moore, verwilderte und eingedeichte Gebiete, wiederaufgeforstete Waldgebiete etc. Zudem ist der Betrieb günstig, was gerade kleineren Gemeinden mit begrenzten Mitteln neue Möglichkeiten eröffnet.

## In Deutschland
Der Deutsche Draisinen Verband e. V. vereint seit 1996 die Freizeitaktivitäten mit Fahrraddraisinen in Deutschland. Der Dachverband setzt sich aus ordentlichen und fördernden Mitgliedern zusammen. Stand 2023 sind 20 Draisinenstrecken dem Verband angeschlossen, von denen einige auch mit handbetriebenen Fahrzeugen ausgestattet sind.
Insgesamt sind knapp 38 Draisinenstrecken in Deutschland aktiv, die am längsten in Betrieb befindlichen sind die Überwaldbahn im Odenwald und die Erlebnisbahn Ratzeburg (seit 1998) durch den Naturpark Lauenburgische Seen. Die höchste Dichte an Strecken sind in Nord- und Ostdeutschland zu finden, auch begünstigt durch die flache Topographie der meisten Bundesländer. Viele Regionen entdecken das touristische und wirtschaftliche Potenzial dieser Freizeitaktivität. Die meisten Draisinen nahmen ihren Betrieb rund um die Jahrtausendwende auf. Zahl der Fahrgäste variiert je nach Strecke stark – von unter 1.000 bis zu über 40.000 Fahrgästen pro Jahr.
Im Wesentlichen handelt es sich um stillgelegte Eisenbahnstrecken, die von der Deutschen Bahn an meist private Betreiber verkauft wurden. Diese sind privatwirtschaftlich oder in einer GmbH organisiert, von denen sich einige auch im Besitz der Tourismusorganisation der jeweiligen Region oder einer Gemeinde befinden. Andere sind als ein gemeinnütziger Verein eingetragen.

### Weltweit erste Solardraisine
Eine Besonderheit ist die Solardraisine Überwaldbahn, nach Angaben der Betreiber die erste solarbetriebene Fahrraddraisine der Welt. Die 26 pedalbetriebenen Draisinen sind überdacht und mit Solarmodulen ausgestattet. Mit der gespeicherten Solarenergie wird der Antrieb unterstützt. Ein Platz ist weiterhin rein mit Muskelkraft betrieben, drei weitere Sitzplätze sind zusätzlich mit Tretgeneratoren ausgestattet. Die Höchstgeschwindigkeit beträgt 15 km/h.
Auch diese solarbetriebene Fahrraddraisinen sind rein „grüne“, nachhaltige Fahrzeuge: Knapp ein Drittel der nötigen Energie liefern die Solarmodule, ein weiteres Drittel wird durch Bremsen gewonnen. Das letzte Drittel der Batterie des Elektromotors wird über die Steckdose in der Station mit Öko-Strom aufgeladen.
Die zehn Kilometer lange Bahnstrecke verbindet die Gemeinden Mörlenbach und Wald-Michelbach im Odenwald und ist eine seit 1994 stillgelegte und nunmehr denkmalgeschützte Trasse. Sie führt über mehrere, bis zu 32 Meter hohe, historische Viadukte sowie durch zwei Tunnel sowie durch Waldstücke.
Etwa zwischen April und Oktober im Betrieb verzeichnete die Überwaldbahn pro Jahr rund 40.000 Fahrgäste.

### Betrieb und Zulassung
In Deutschland werden die Fahrraddraisinen vom TÜV geprüft und zugelassen. Für den Betrieb gilt § 23 des Allgemeinen Eisenbahngesetzes (AEG). Zudem ist eine Genehmigung nach der Eisenbahn-Bau- und Betriebsordnung (EBO) erforderlich. Die zuständige Behörde ist die Mobilitätsbehörde des jeweiligen Bundeslandes.

## In Frankreich
Im Geburtsland des Erfinders der Fahrraddraisine war die RFF bis 2014 Eigentümer und Verwalter des 29.000 km langen französischen Eisenbahnnetzes. Im Jahr 2004, entstand ein Verband der Betreiber von Fahrraddraisinen, die Fédération française des Vélorails.
Das Benutzen von Fahrraddraisinen ist als Freizeitaktivität in Frankreich besonders weit entwickelt. Über 64 aktive Strecken verzeichneten im Jahr 2022 insgesamt über 590.000 Nutzer; für 2023 werden diese auf 600.000 geschätzt. Die Anzahl der Strecken hat sich in den letzten 15 Jahren mehr als verdoppelt. Jean Paul Austry, Chef der Velorail du Larzac und einer der Vertreter der Fédération française des Vélorails, war federführend bei der Schaffung von über tausend Kilometer langen touristischen Strecken und hat maßgeblich zum Erfolg dieser Aktivität beigetragen.

## In Italien
In Italien ist die nachhaltige Freizeitaktivität noch im Entstehen begriffen und sowohl unter dem französischen Originalnamen Velorail bekannt; einzelne Projekte werden auch als ferrociclo, bicicletta sui binari, bicicletta su rotaia, bicirotaia, ciclotreno oder mit dem englischen rail bike bezeichnet.
Jean Paul Austry, Vertreter des französischen Verbands der Fahrradbahnen und Direktor des Vélo du Larzac, arbeitet in Italien an mehreren Projekten, insbesondere in Sardinien.

### Sardinien
In der Ogliastra, in den Gemeinden Lanusei und Arzana, wurde ein Projekt lanciert, um die Fahrraddraisine als neue, nachhaltige Freizeitaktivität zu entwickeln. Die Ogliastra ist eine der schönsten Regionen Sardiniens und verfügt über die Strecken der Schmalspurbahn Trenino Verde, die für den Betrieb von Fahrraddraisinen prädestiniert ist.
Aus touristischer Sicht ist das Projekt besonders interessant, da die Bahntrassen in den Bergen der Ogliastra nur rund 20–25 Minuten Fahrtzeit vom Meer entfernt sind. Davide Burchi, Bürgermeister von Lanusei hob im Rahmen des italienischen IT.A.CÀ-Festival für nachhaltigen Tourismus die Bedeutung der Fahrradbahnen für das Tourismusangebot hervor.
Für Jean-Luc Madinier der Ökotourismus-Agentur Sardaigne en Liberté können die Freizeitaktivitäten auf den Fahrraddraisinenrouten zu einer der Säulen für einen nachhaltigen und sanften Tourismus in der Region werden, als Teil der regionalen Strategie für die nachhaltige Entwicklung Sardiniens und die Erreichung der Klimaziele bis 2030. Angelo Stochino, Bürgermeister von Arzana, betonte die Schönheit der Landschaften, die mit der Fahrradbahn zwischen Lanusei und Arzana auf nachhaltige und schonende Weise erlebt werden können, sowie die Koexistenz mit dem Trenino Verde.
Insofern kann die Ogliastra in Sardinien Vorbild für einen nachhaltigen, sanften Tourismus sein.

## In Europa und der Welt
Die Bewirtschaftung alter Bahnstrecken mit Fahrraddraisinen wird in vielen europäischen Ländern (Dänemark, Polen, Griechenland, Portugal, Belgien …) praktiziert, aber auch in den USA, Asien und Südafrika.

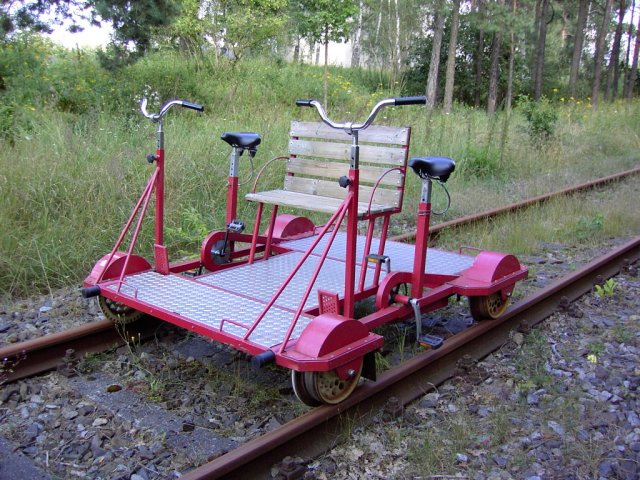
Fahrraddraisine
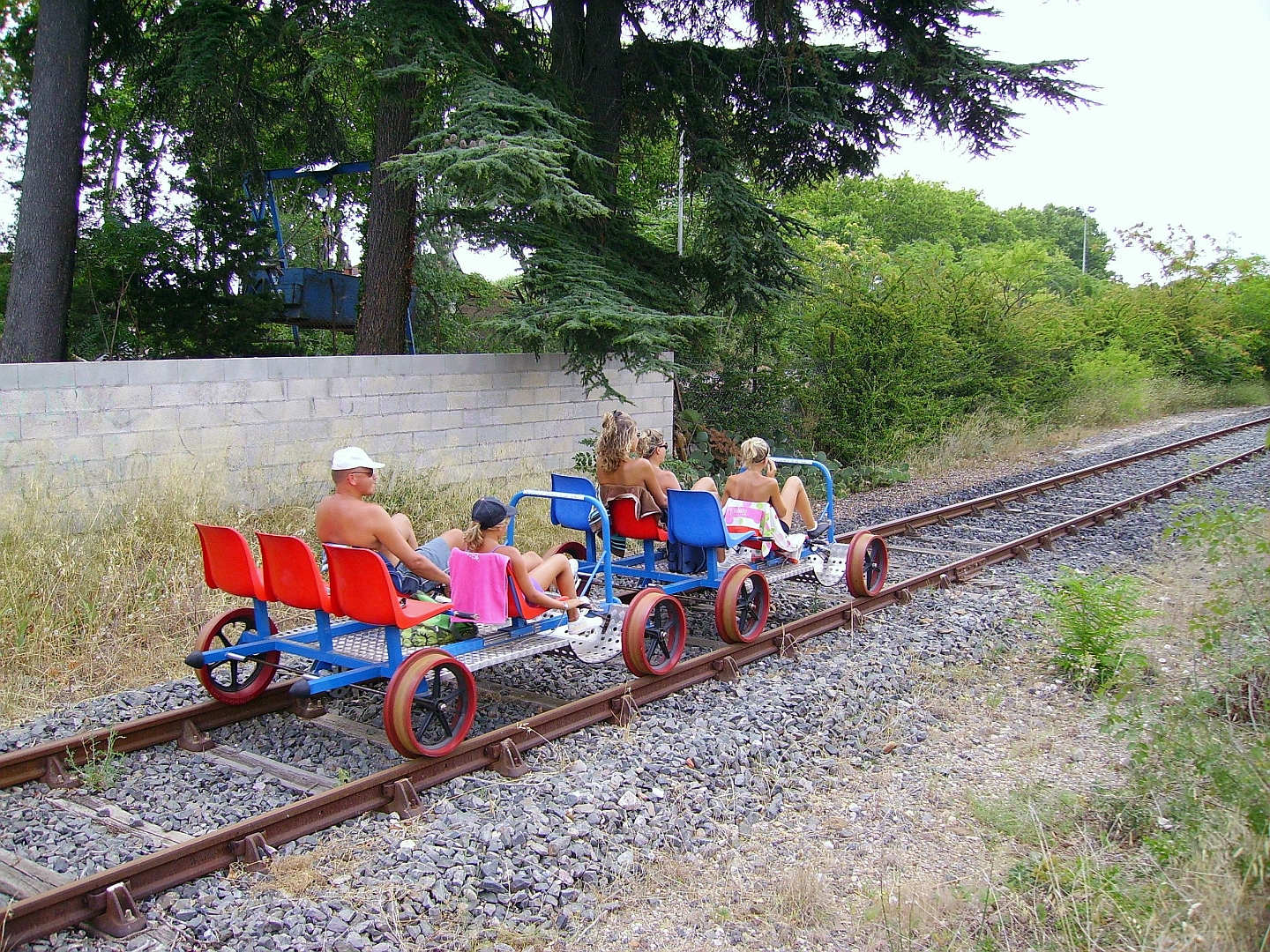
Fahrraddraisine in Saint-Thibéry, auf den alten Schienen der Vias à Lodève
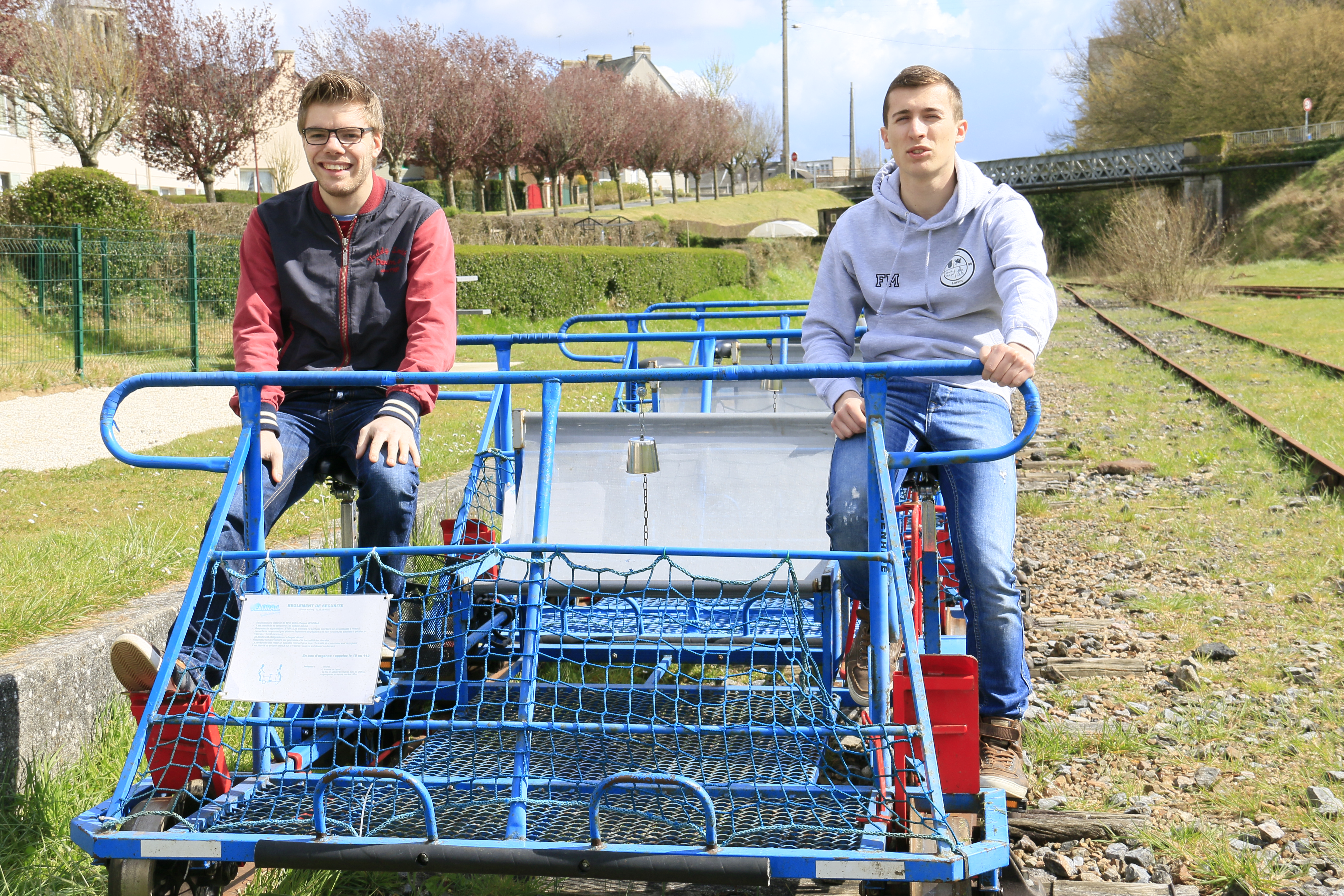
Eine der 15 Fahrraddraisinen in der Normandie in Condé-sur-Vire
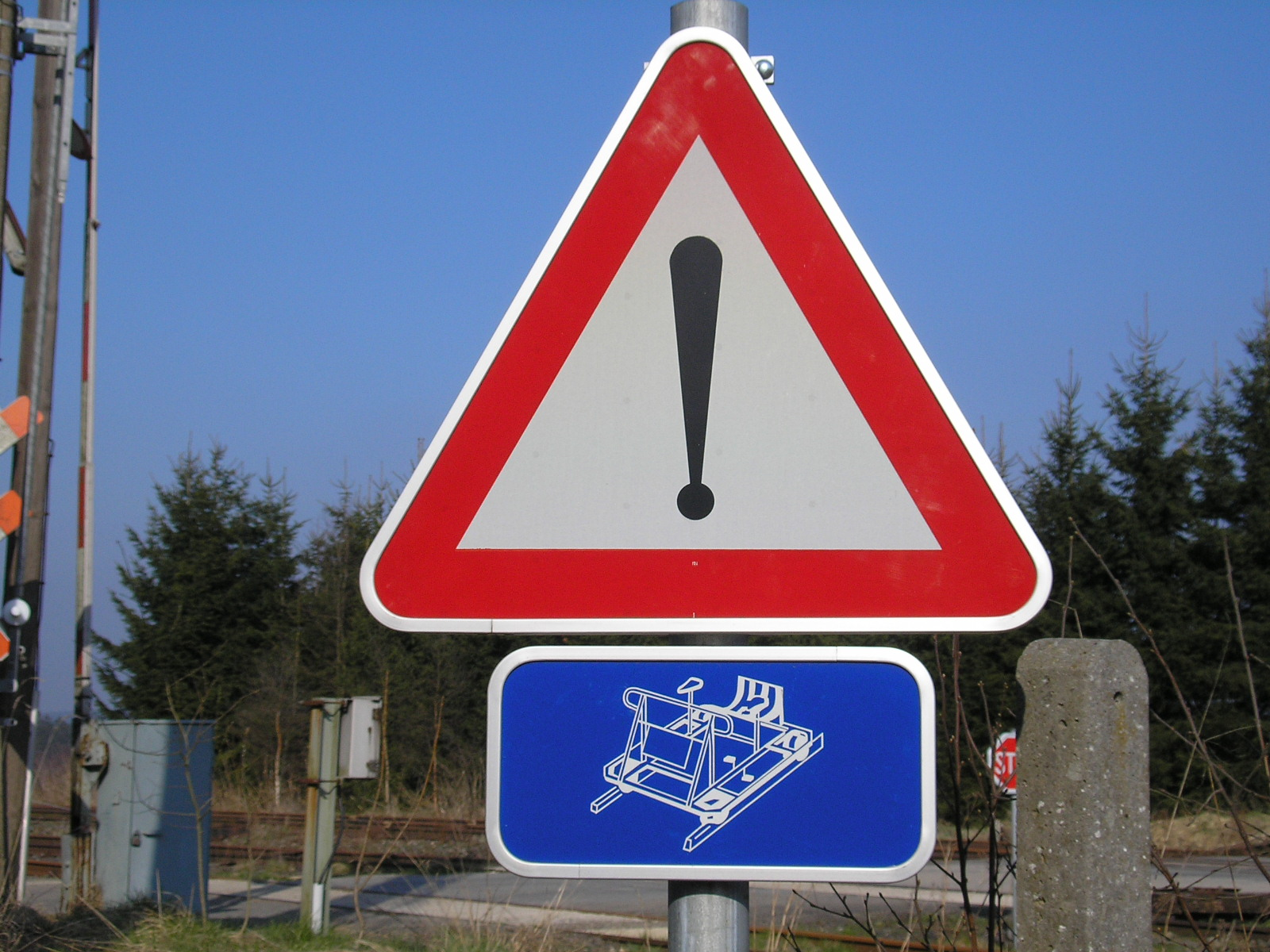
Schild „Achtung, Fahrraddraisinen“ in einem Bahnhof bei Sourbrodt in Belgien